# Mirrors (film)
Mirrors är en amerikansk skräckfilm från 2008 i regi av Alexandre Aja. I huvudrollerna ses Kiefer Sutherland, Paula Patton och Amy Smart. 

## Rollista i urval
- Kiefer Sutherland - Ben Carson
- Paula Patton - Amy Carson
- Amy Smart - Angie Carson
- Cameron Boyce - Mikey Carson
- Erica Gluck - Daisy Carson
- Mary Beth Peil - Anna Esseker
- John Shrapnel - Lorenzo Sapelli
- Jason Flemyng - Det. Larry Byrne
- Tim Ahern - Dr. Morris
- Julian Glover - Robert Esseker
- Josh Cole - Gary Lewis
- Ezra Buzzington - Terrence Berry